# 한라산 선작지왓
한라산 선작지왓(漢拏山 선작지왓)은 제주특별자치도 서귀포시 영남동에 위치한 명승지이다. 2012년 12월 17일 대한민국의 명승 제91호로 지정되었다.

## 개요
한라산 선작지왓은 윗세오름 근처 해발 1600 m 정도에 위치한 평편한 관목지대이다. '선작지왓'은 제주 방언으로 '돌이 서 있는 밭'이라는 의미이다.
선작지왓은 털진달래와 산철쭉 군락지로, 4월~6월에 꽃이 개화하면 아름다운 경관을 자랑한다. 겨울철 선작지왓의 설경 또한 아름다운 풍경을 연출한다.

## 참고 자료
- 한라산 선작지왓 - 국가유산청 국가유산포털

## 같이 보기
- 한라산
- 백록담